# Birabiro elicola
Birabiro elicola is een vlinder uit de familie van de Lycaenidae. De wetenschappelijke naam van de soort is voor het eerst gepubliceerd in 1911 door Embrik Strand.
De soort komt voor in Ethiopië.